# Rivière La Sarre
Der Rivière La Sarre ist ein Zufluss des Lac Abitibi in der Verwaltungsregion Abitibi-Témiscamingue im äußersten Westen der kanadischen Provinz Québec.

## Flusslauf
Der Rivière La Sarre bildet den Abfluss des Lac Macamic. Er verlässt diesen an dessen Nordufer. Der Rivière La Sarre fließt 20 km in westlicher Richtung, bevor er sich nach Süden wendet, westlich an der Kleinstadt La Sarre vorbeifließt und schließlich in die Baie La Sarre am östlichen Seeende des Lac Abitibi mündet. Der Fluss hat eine Länge von 42 km. Er entwässert ein Areal von 1919 km². Der mittlere Abfluss beträgt 31 m³/s.
Hydro-Abitibi betreibt am Flusslauf die Laufwasserkraftwerke La Sarre-1 (⊙) mit 1 MW und La Sarre-2 (⊙) mit 0,8 MW.

## Etymologie
Der Fluss wurde nach dem Régiment La Sarre benannt.